# Crailsheim
Crailsheim est une ville située en République fédérale d'Allemagne dans le Land du Bade-Wurtemberg.

## Jumelage
- Pamiers (France)
- Worthington (États-Unis)
- Jurbarkas (Lituanie)
- Biłgoraj (Pologne)

## Histoire
| Appartenances historiques Principauté d'Ansbach 1399–1792 Royaume de Prusse 1792–1806 Royaume de Bavière 1806–1810 Royaume de Wurtemberg 1810-1871 Empire allemand 1871-1918 République de Weimar 1918–1933 Reich allemand 1933–1945 Allemagne occupée 1945–1949 Allemagne de l'Ouest 1949–1990 Allemagne 1990-présent |

### Histoire de la communauté juive
- Histoire de la communauté juive et de sa synagogue avant la Seconde Guerre mondiale.

## Monuments
Crailsheim a deux églises évangéliques gothiques dans le centre-ville : la « Johanneskirche » (église de Jean) et la « Liebfrauenkapelle » (chapelle Notre-Dame). L'emblème est toutefois la tour de la mairie, qui fut construite en 1717 pour le deux centième anniversaire de la Réformation.